# Шмайда, Михал
Михал Шмайда (род. 2 ноября 1920, село Красный Брод (ныне района Медзилаборце в Прешовском крае Словакии — 30 апреля 2017, Братислава) — русинский прозаик, этнограф, антрополог, собиратель русинского фольклора.
Окончил курсы агрономов. Член Союза украинских писателей Словакии. Автор прозаических книг и романов:
- «Звязок ключів»
- «Тріщать криги»
- «Паразиты»,
- «Аисты»,
- «Разъезды»
- сборник новелл «Эбеновая шкатулка» и др.

В 2008 году президент Словацкой республики Иван Гашпарович за многолетний вклад в развитие культуры Словакии наградил М. Шмайду Крестом Прибины 3 степени.